# Pierella hyalinus
Pierella hyalinus är en fjärilsart som beskrevs av Gmelin 1788/91. Pierella hyalinus ingår i släktet Pierella och familjen praktfjärilar. Inga underarter finns listade i Catalogue of Life.

## Bildgalleri

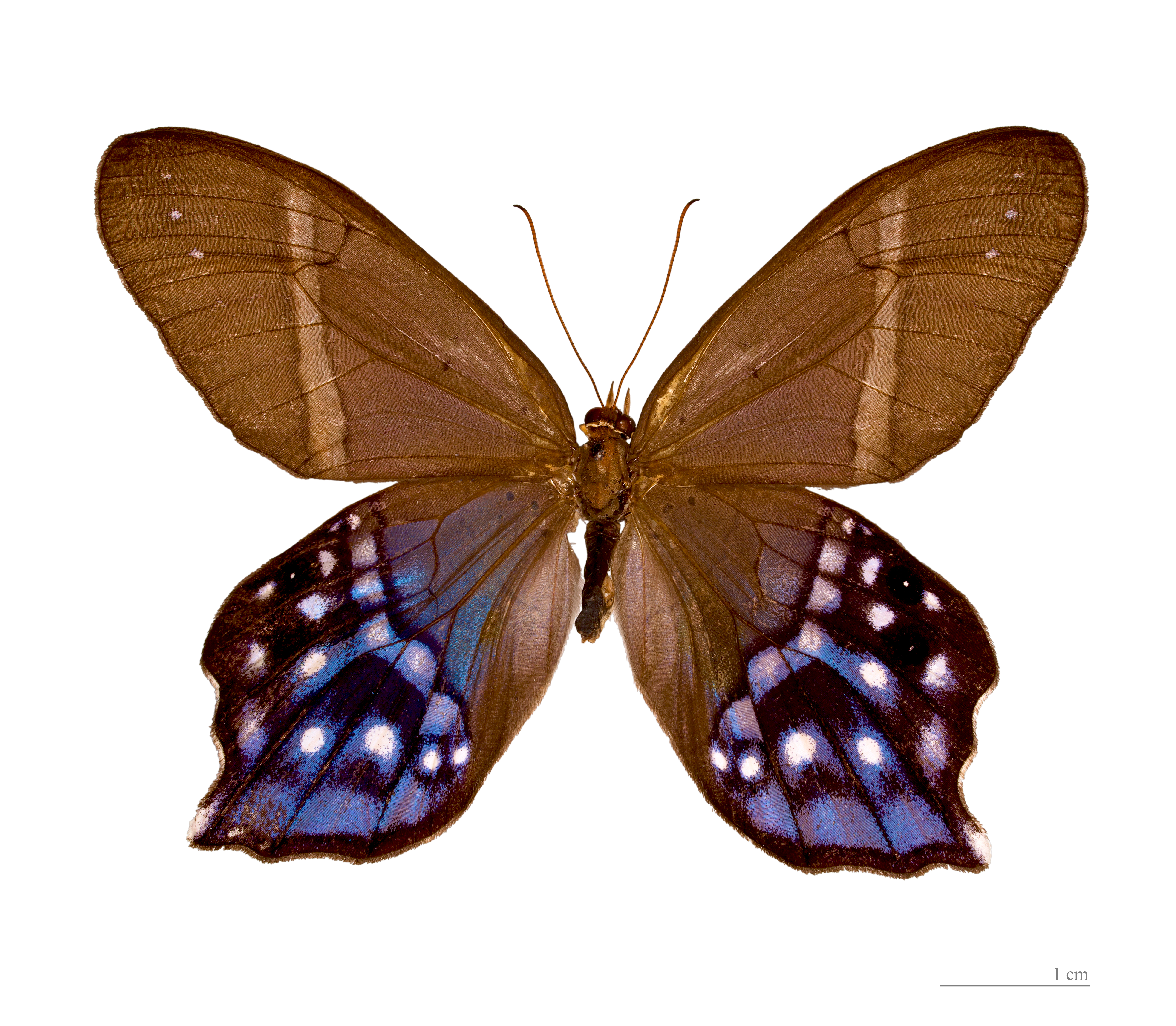
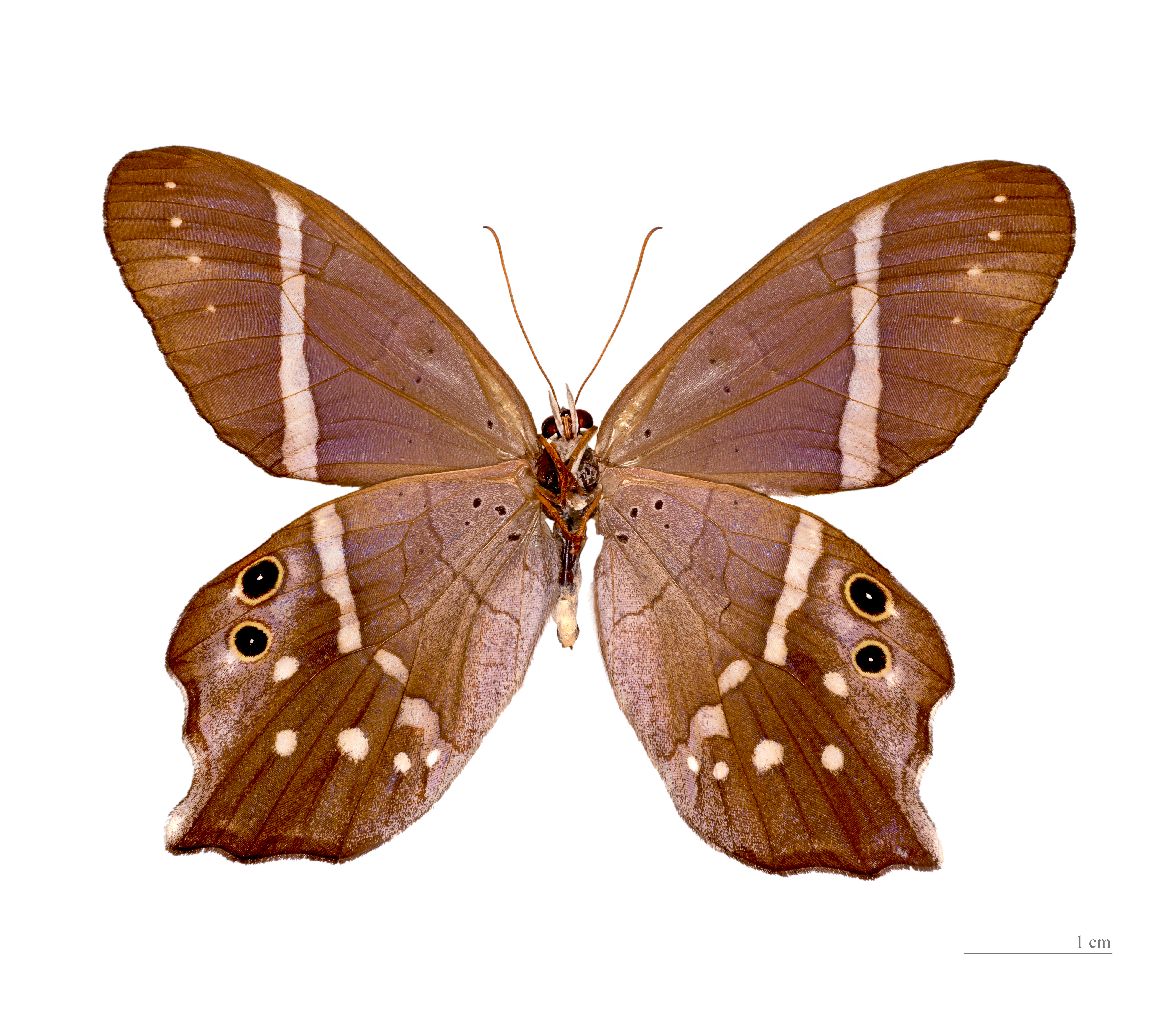